# Rubaya (vattendrag i Burundi)
Rubaya är ett vattendrag i Burundi.   Det ligger i provinsen Kayanza, i den nordvästra delen av landet, 60 kilometer norr om huvudstaden Bujumbura.
Trakten runt Rubaya består till största delen av jordbruksmark. Runt Rubaya är det tätbefolkat, med 881 invånare per kvadratkilometer.